# Ted Arison
 (février 2009).
Si vous disposez d'ouvrages ou d'articles de référence ou si vous connaissez des sites web de qualité traitant du thème abordé ici, merci de compléter l'article en donnant les références utiles à sa vérifiabilité et en les liant à la section « Notes et références ».
Pour les articles homonymes, voir Arison.
Ted Arison, né le 24 février 1924 à Zikhron Yaakov et mort le 1er octobre 1999 à Tel Aviv, est un homme d'affaires israélo-américain. Il fut le fondateur de la Norwegian Cruise Lines en compagnie de Knut Kloster (en) en 1966, puis seul fondateur de la compagnie de croisière Carnival Cruise Lines en 1972.
Il a eu deux enfants : Micky Arison, né en 1949, actuel propriétaire de Carnival corporation & plc et Shari Arison, née en 1957, propriétaire de Arison Holding.

## Biographie
Ted Arison est né en 1924 à Zikhron Yaakov en Israël. Il entre à l'université américaine de Beyrouth en 1940, à l'âge de 16 ans, pour étudier l'ingénierie.
Pendant la Seconde Guerre mondiale il quitte l'université et rejoint la Brigade juive de l'armée britannique; il sert en Italie et en Allemagne pour atteindre le grade de sergent chef.
Après la guerre et la mort de son père il reprend l'entreprise familiale la M. Dizengoff and Co., qui détient plusieurs navires.
En 1948, il repart au combat en Israël pendant la Guerre d'indépendance d'Israël avec la 7e brigade de communication de l'armée israélienne.
Au début des années 1950, il liquide ses affaires en Israël pour émigrer vers les États-Unis. Il crée la Norwegian Cruise Lines avec Knut Kloster en 1966, puis seul la compagnie Carnival Cruise Line en 1972 avec un navire le SS Mardi gras. Il devient actionnaire majoritaire de l'équipe de basketball de Miami, le Miami Heat.
Il refuse la nationalité américaine en 1990 pour éviter l'impôt sur les successions américain et récupère sa citoyenneté israélienne. 
Il crée la Arison Investments, dont sa fille Shari Arison deviendra par la suite PDG, spécialisée dans la création et l'achat d'entreprises high tech et dans des entreprises de communication, construction et immobilier. En 1994, il achète une participation dans le capital d'une société de construction, la Shikun Ufituah. En 1997 son groupe d'investissement la Arison Holding Ltd achète une part de 43 % dans la banque HaPoalim, pour plus de 1,1 milliard de dollars.

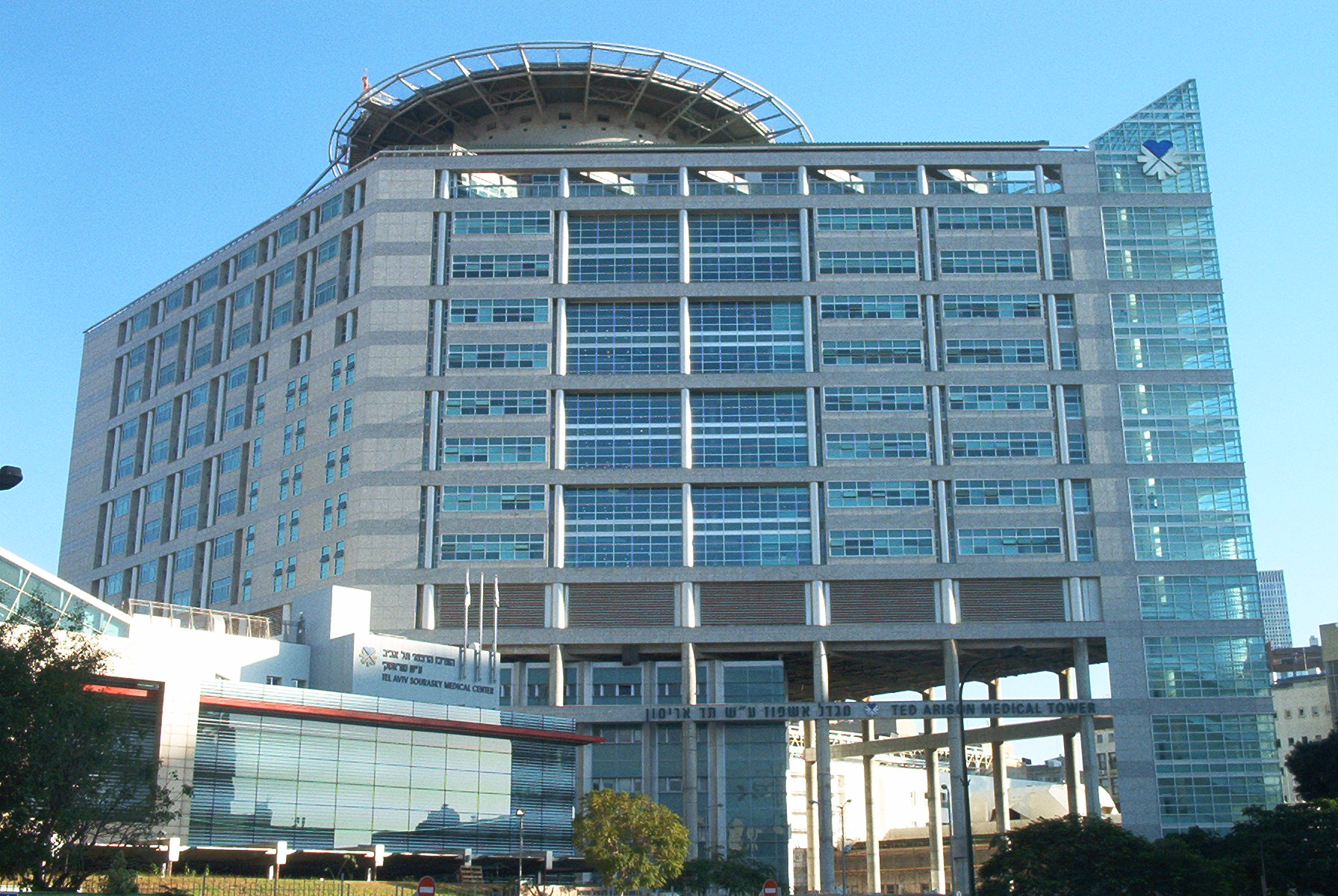
Le centre médical Ted Arison à Tel Aviv

Il est mort le 1er octobre 1999 à Tel Aviv.